# Musztafa Abd el-Dzsalíl
Musztafa Abd el-Dzsalíl (arab betűkkel مصطفى عبد الجليل, Al-Bajda, 1952 –) líbiai politikus, Moammer Kadhafi idején igazságügyminiszter, majd a 2011-es líbiai polgárháború során az ellenzéki Átmeneti Nemzeti Tanács egyik alapító tagja és vezetője.

## Élete
Érettségiét követően Tripoliban jogi tanulmányokat folytatott, majd jogi asszisztens lett, míg 1978-ban szülővárosában bíróvá nem nevezték ki. 2007-ben igazságügyminiszter lett a líbiai kormányban, ebben a minőségében síkra szállt a líbiai börtönökben zajló kínzások ellen, ugyanakkor viszont nagy port kavart a nyugati médiában, mikor jóváhagyta az AIDS fertőzéssekkel vádolt bolgár nővérek halálos ítéletét.
A tunéziai események hatására Líbiában kitört demonstrációk során, a tüntetők elleni erőszakra hivatkozva február 21-én lemondott pozíciójáról, majd a megszerveződő ellenállás egyik vezetője lett (Kadhafi 500 000 dénáros vérdíjat tűzött ki a fejére), majd a márciusban megalakult Átmeneti Nemzeti Tanács vezetője. Ebben a minőségében kérte a líbiai repüléstilalmi zóna létrehozását, amely együtt járt a NATO beavatkozásával.
Tripoli elfoglalása és a kadhafista ellenállás felszámolása után bejelentette, hogy nyolc hónapon belül választásokat fognak tartani, valamint, hogy az új Líbia mérsékelt iszlamista alapon fog kiépülni, az ország új alkotmányának alapja az iszlám törvénykezés, a saría lesz.